# Solitudo Aphrodites
Solitudo Aphrodites  è una caratteristica di albedo della superficie di Mercurio.